# South Lake, Nova Scotia
South Lake är en sjö i Kanada.   Den ligger i provinsen Nova Scotia, i den sydöstra delen av landet, 900 km öster om huvudstaden Ottawa. South Lake ligger 91 meter över havet. Arean är 1,8 kvadratkilometer. Den sträcker sig 3,1 kilometer i nord-sydlig riktning, och 2,2 kilometer i öst-västlig riktning.
I omgivningarna runt South Lake växer i huvudsak blandskog. Runt South Lake är det ganska glesbefolkat, med 34 invånare per kvadratkilometer.